# Jean Ernest de Beurmann

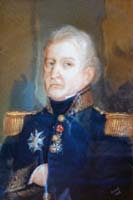
Jean Ernest de Beurmann

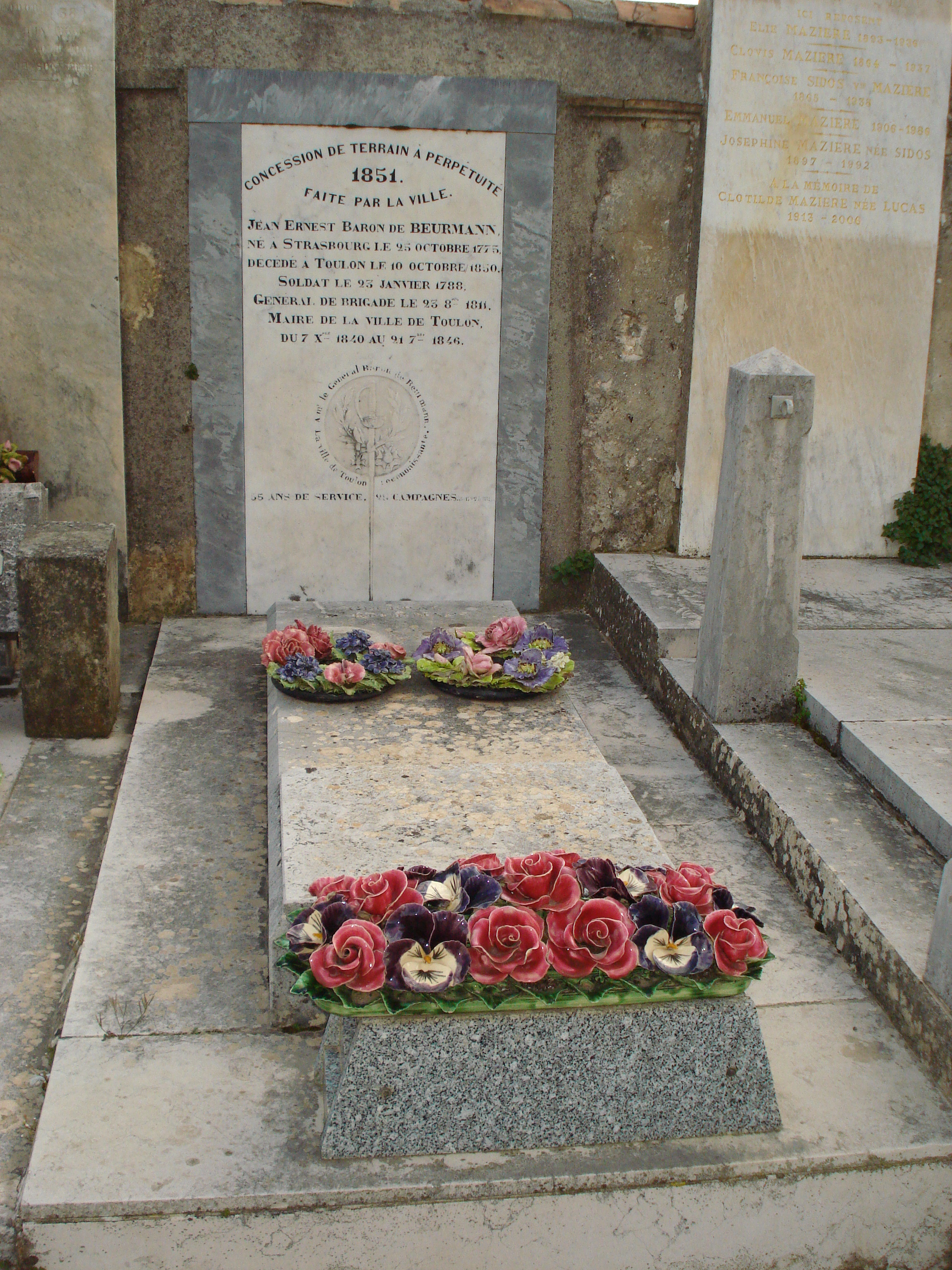
Grab von Jean Ernest de Beurmann

Jean Ernest de Beurmann, gelegentlich Jean-Ernest de Beurmann (* 25. Oktober 1775 in Straßburg, Département Bas-Rhin; † 10. Oktober 1850 in Toulon, Département Var) war ein französischer General der Infanterie.

## Leben
Beurmann war der jüngste Sohn des Offiziers Conrad August de Beurmann (1741–1793) und dessen Ehefrau Marie Catherine Kübleber. Seine älteren Brüden waren General Frédéric Auguste (1777–1815) und lieutenant colonel Pierre Frédéric de Beurmann.
Beurmann begann seine militärische Karriere als Soldatenkind. Mit Wirkung zum 10. August 1784 wurde er mit neun Jahren in die Armee aufgenommen. Bereits während der Revolution fiel er durch seine Tapferkeit auf und brachte ihm die Beförderung  zum sous-lieutenant (1790), lieutenant (1791) und capitaine (1792) ein. Während der Terrorherrschaft diente er unter verschiedenen Kommandos: er nahm u. a. an den Belagerungen von Mainz und Maastricht teil. In den Schlachten bei Neerwinden (1793), Hondschoote (1793) und Fleurus (1794) konnte sich Beurmann durch Tapferkeit auszeichnen.
Am 17. Januar 1798 heiratete Beurmann in Koblenz Marie-Joséphe Sontheim und hatte mit ihr eine Tochter und zwei Söhne. General Lazare Hoche und der Jurist François Joseph Rudler waren dabei als Ehrengäste anwesend.
Durch seine Karriere wurde Napoleon Bonaparte auf Beurmann aufmerksam und holte ihn nach weiteren Beförderungen in seinen Stab. Neben anderen nahm Beurmann an den Schlachten bei Austerlitz (1805), Jena (1806), Preußisch Eylau (1807) u. a. teil.
Nach den Madrider Dos de Mayo im Frühjahr 1808 (→Napoleonische Kriege auf der Iberischen Halbinsel) wurde Beurmann nach Spanien versetzt und nahm u. a. an den Belagerungen von Gerona (1809), Ciudad Rodrigo (1810) und Figueres (1811) teil. Napoleone ernannte Beurmann persönlich am 23. Oktober 1811 zum Général de brigade.
Nach dem Frieden von Fontainebleau 1814 (→Schlacht bei Paris) blieb Beurmann im Stab von General Charles Pierre François Augereau in Lyon. Nach Napoleons Flucht von der Insel Elba und dessen anschließender Herrschaft der Hundert Tage unterstützte Beurmann den Kaiser nicht, sondern wurde zum Parteigänger König Ludwig XVIII. Während der Restauration blieb er ebenfalls den Bourbonen treu.
Während und nach der Julimonarchie galt Beurmann als Anhänger des Bürgerkönigs Louis-Philippe I. Er ließ sich in Toulon nieder und fungierte dort zwischen 1840 und 1846 als Bürgermeister. Anschließend übernahm er keine militärischen oder politischen Ämter und zog er sich ins Privatleben zurück. Er starb zwei Wochen vor seinem 75. Geburtstag in Toulon und fand dort auf dem Cimetière Central seine letzte Ruhestätte.

## Ehrungen
- 5. Februar 1804 Ritter der Ehrenlegion
- 14. Juni 1804 Offizier der Ehrenlegion
- 11. Juni 1807 Commandeur der Ehrenlegion
- 16. September 1808 Baron de l’Émpire
- 1808 Militärverdienstorden durch Napoleon Bonaparte
- 24. Dezember 1837 Großoffizier der Ehrenlegion
- Sein Name findet sich am westlichen Pfeiler (39. Spalte) des Triumphbogens am Place Charles de Gaulle (Paris)